# PATZ1
PATZ1‏ (POZ/BTB and AT hook containing zinc finger 1) هوَ بروتين يُشَفر بواسطة جين PATZ1 في الإنسان.